# 783 Nora
783 Nora eller 1914 UL är en asteroid i huvudbältet, som upptäcktes den 18 mars 1914 av den österrikiske astronomen Johann Palisa. Den är uppkallad efter karaktären Nora i pjäsen Ett dockhem av Henrik Ibsen.
Asteroiden har en diameter på ungefär 38 kilometer.